# Besalampy

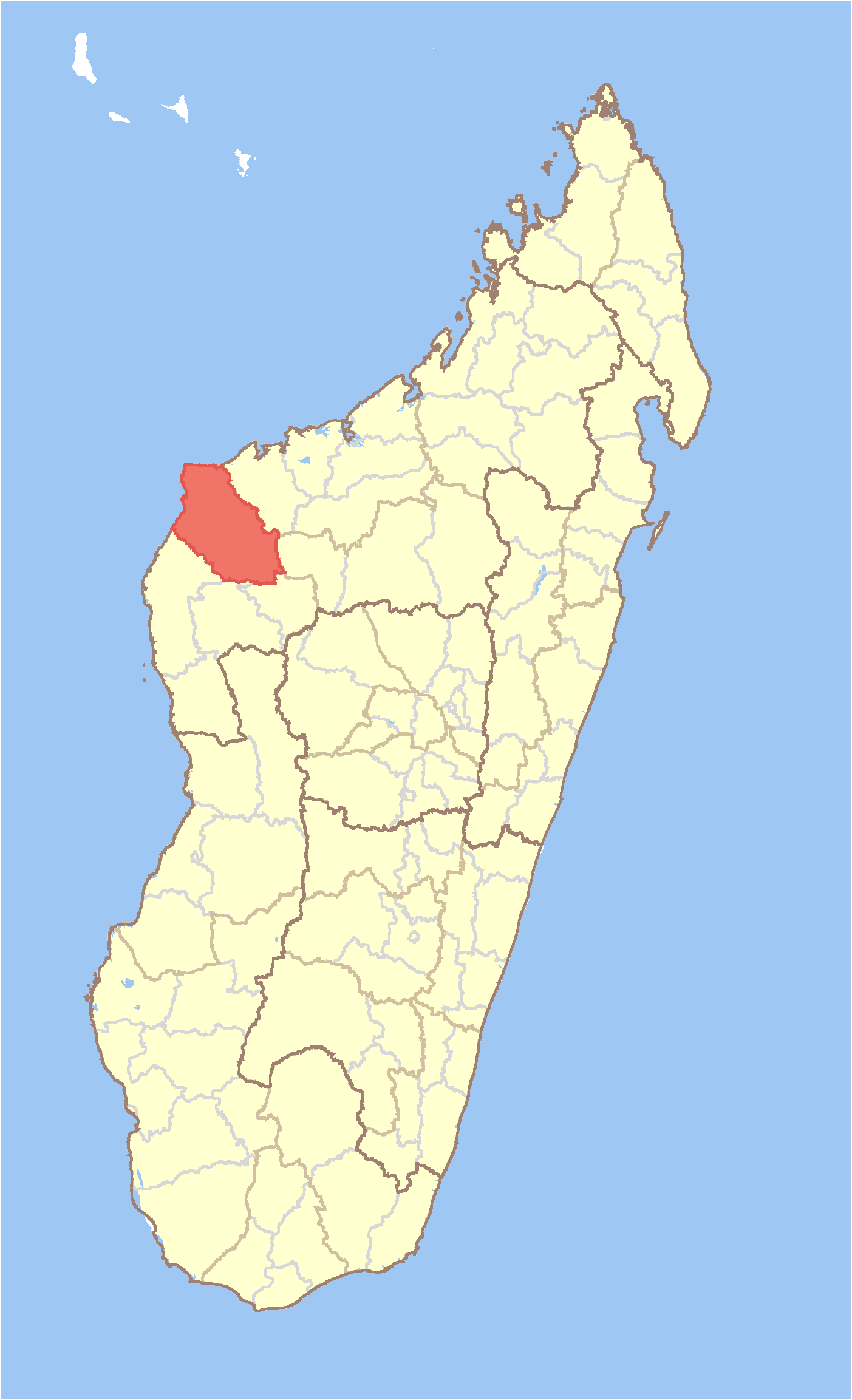
Bild som visar var kommunen Besalampy ligger

Besalampy är en ort och kommun i den nordvästra delen av Madagaskar. Besalampy ligger i distriktet Besalampy som är en del av regionen Melaky. Ungefär 65% av befolkningen i kommunen är bönder.  